# Pilota d'Or Adidas
La Pilota d'Or Adidas és el premi que es lliura al millor jugador de cada edició de la Copa del Món de futbol. És atorgat per l'organització d'aquest esdeveniment des de la Copa del Món 1982.
Durant la disputa del campionat, la FIFA crea una llista amb els 10 millors jugadors de l'esdeveniment al seu judici. Els jugadors d'aquesta llista són posteriorment votats pels representants de la premsa especialitzada. La Pilota d'Or és lliurat al que hagi obtingut més vots, mentre que la Pilota de Plata i la Pilota de Bronze són per al segon i tercer respectivament.
El procés d'elecció ha estat criticat en les últimes edicions, car és realitzat previ a la disputa de la final del campionat. Això ha provocat que alguns jugadors hagin estat elegits, però en la final del torneig hi ha un altre que destaca més o simplement el triat no complix amb les expectatives.
| Copa del Món      | Pilota d'Or         | Equip     | Pilota de Plata   | Equip            | Pilota de Bronze      | Equip            |
| ----------------- | ------------------- | --------- | ----------------- | ---------------- | --------------------- | ---------------- |
| Espanya 1982      | Paolo Rossi         | Itàlia    | Falcão            | Brasil           | Karl-Heinz Rummenigge | Alemanya Federal |
| Mèxic 1986        | Diego Maradona      | Argentina | Harald Schumacher | Alemanya Federal | Preben Elkjær Larsen  | Dinamarca        |
| Itàlia 1990       | Salvatore Schillaci | Itàlia    | Lothar Matthäus   | Alemanya Federal | Diego Maradona        | Argentina        |
| Estats Units 1994 | Romário             | Brasil    | Roberto Baggio    | Itàlia           | Hristo Stoítxkov      | Bulgària         |
| França 1998       | Ronaldo             | Brasil    | Davor Šuker       | Croàcia          | Lilian Thuram         | França           |
| Corea-Japó 2002   | Oliver Kahn         | Alemanya  | Ronaldo           | Brasil           | Hong Myung-bo         | Corea del Sud    |
| Alemanya 2006     | Zinédine Zidane     | França    | Fabio Cannavaro   | Itàlia           | Andrea Pirlo          | Itàlia           |
| Sud-àfrica 2010   | Diego Forlán        | Uruguai   | Wesley Sneijder   | Països Baixos    | David Villa           | Espanya          |
| Brasil 2014       | Lionel Messi        | Argentina | Thomas Müller     | Alemanya         | Arjen Robben          | Països Baixos    |
| Rússia 2018       | Luka Modrić         | Croàcia   | Eden Hazard       | Bèlgica          | Antoine Griezmann     | França           |
| Qatar 2022        | Lionel Messi        | Argentina | Kylian Mbappé     | França           | Luka Modrić           | Croàcia          |